# La historia me absolverá
A história me absolverá (em castelhano:  La historia me absolverá) é o título de um discurso de duas horas feito por Fidel Castro em 16 de outubro de 1953, que reúne o discurso de defesa do líder da Revolução Cubana Fidel Castro por ocasião do julgamento no contexto do assalto ao quartel Moncada em 26 de julho de 1953.
Começou a cumprir a pena na prisão de Boniato (Santiago de Cuba) e depois foi transferido ao Presídio Modelo (Isla de Pinos), onde reelaborou sua autodefesa que teve sua primeira publicação e distribuição clandestinas em 1954 e desde então foi editada numerosas vezes em Cuba, como em muitos outros países e traduzido nos mais diversos idiomas.

## Discurso e frase de Castro
Castro foi levado perante um tribunal diferente em 16 de outubro de 1953 para ser sentenciado. Foi aqui que ele teria feito seu discurso de quatro horas justificando suas ações e delineando seus planos para Cuba. Durante o julgamento, a indignação pública com o tratamento dos prisioneiros estava diminuindo seriamente a posição de Batista entre a população. Um juiz local telefonou para a equipe de Batista para reclamar que Batista estava revivendo a era brutal do ex-presidente Gerardo Machado, enquanto um bispo de Santiago apelou aos tribunais para poupar a vida de Castro e buscou apoio do contingente católico de classe alta de Cuba. Embora Castro tenha sido condenado a se juntar a seu irmão na prisão por 15 anos, o julgamento o elevou ao status de semi-herói na ilha.

### Detalhes do discurso
O discurso de Castro continha inúmeras evocações do "pai da independência cubana" José Martí, enquanto retratava Batista como um tirano. Segundo Castro, Batista era um "monstrum horrendum ... sem entranhas" que havia cometido um ato de traição em 1933, quando iniciou um golpe para derrubar o presidente cubano Ramón Grau. Castro passou a falar de "700 000 cubanos sem trabalho", lançando um ataque à saúde e educação existentes em Cuba, e afirmando que 30% dos agricultores de Cuba não sabiam nem escrever seus próprios nomes. 
No manifesto publicado de Castro, baseado em seu discurso de 1953, ele deu detalhes das "cinco leis revolucionárias" que desejava ver implementadas na ilha:
1. O restabelecimento da constituição cubana de 1940.
2. Uma reforma dos direitos fundiários.
3. O direito dos trabalhadores industriais a uma participação de 30% nos lucros da empresa.
4. O direito dos trabalhadores do açúcar de receber 55% dos lucros da empresa.
5. O confisco dos bens dos culpados de fraude ao abrigo dos poderes administrativos anteriores.